# Егіз Борис Ісаакович
Борис Ісаакович Егіз (при народженні Борух Егіз; 30 липня [11 серпня] 1869, м. Одеса — 23 вересня 1946, м. Вільнюс) — художник-портретист, педагог, член та секретар Товариства південноросійських художників, член-засновник Товариства художників ім, К. Костанді.

## Біографія
Борис Егіз народився в Одесі 30 липня 1869 року в купецькій сім'ї караїмів. Батьки були проти того, щоб син став художником, але Борис здобуває освіту у 2-ій Одеській гімназії (закінчив у 1889 році) та паралельно у Одеській малювальній школі. Тут його наставниками стають Киріак Костанді, Геннадій Ладиженський, Л. Іоріні. За період навчання художника нагороджено 6 медалями, та у 1890 році було прийнято без екзаменів на навчання до Петербурзької Академії мистецтв у старший натурний клас до П. П. Чистякова.
З 1893 року — член ТПРХ.
У 1894 році Егіз закінчує навчання в Академії з медаллю та званням класного художника. З 1896 по 1897 р. продовжує навчання у Франції, де в Парижі в Академії Жульєна та Колороссі вчиться у Жана-Поля Лорана та Бенжамена Констана. Відвідує музеї Парижа, Венеції, Флоренції, Берліна, Дрездена, Мюнхена, Відня.
Повернувшись до Одеси з 1897 по 1920 рік викладає малювання у гімназіях міста, дає приватні уроки, бере участь у виставках ТПРХ, першому салоні В. Іздебського.
З 1904 по 1909 був секретарем Товариства південноросійських художників.
У 1920 році працює заступником завідучого музейним фондом, у 1918—1921 — помічник директора музею витончених мистецтв Одеси.
Після смерті Костанді (1852—1921) у 1922 році Егіз став одним з членів-засновників Товариства художників Костанді. Але вже восени того ж року Егіз виїхав до Константинополя, де мав роботу як портретист та викладач малювання.
У 1938 році Борис Егіз переїхав до сестри Віри Егіз (1871—1950) у Вільнюс. З 1944 року — член Спілки художників Литовської РСР.
Помер у 1946 році у Вільнюсі.

## Творчість
Борис Егіз прославився як майстер салонного портрету, але також відтворював жанрові сцени та сільські пейзажі.
Творчий доробок художника знаходиться у колекціях Нью-Йорка, Парижа, Лондона, Рима, Києва, Москви, Санкт-Петербурга, Вільнюса та Одеси.
В Одеському художньому музеї збереглась графіка майстра.
У 2010 році Литовський художній музей експонував виставку творів Б. Егіза з власних запасників та приватних колекцій. Також дослідниками творчості художника у Вільнюсі видано книгу-альбом «Бари Эгиз. Живопись, рисунки».
Цікавою є епістолярна спадщина Б. Егіза, та його спогади про І. Айвазовського, К. Костанді та ін.